# Kägelvaxskinn
Kägelvaxskinn (Phlebia georgica) är en svampart som tillhör divisionen basidiesvampar, och som beskrevs av Erast Parmasto. Kägelvaxskinn ingår i släktet Phlebia, och familjen Meruliaceae. Enligt den svenska rödlistan är arten otillräckligt studerad i Sverige. Arten förekommer i Götaland. Artens livsmiljö är skogslandskap.